# Arapahoe (Nebraska)
Pour les articles homonymes, voir Arapaho.
La ville américaine d’Arapahoe est située dans le comté de Furnas, dans l’État du Nebraska. Sa population s’élevait à 1 026 habitants lors du recensement de 2010.

## Source
- (en) Cet article est partiellement ou en totalité issu de l’article de Wikipédia en anglais intitulé « Arapahoe, Nebraska » (voir la liste des auteurs).